# روبرت جونز (لاعب كرة القدم)
روبرت جونز (بالإنجليزية: Rob Jones)‏ (و. 1979  م) هو لاعب كرة القدم، ومدرب كرة القدم، من المملكة المتحدة، يلعب كقلب الدفاع (كرة القدم).

## روابط خارجية
- روبرت جونز على موقع قاعدة بيانات كرة القدم.إي يو (الإنجليزية)
- روبرت جونز على موقع Soccerbase.com (لاعب) (الإنجليزية)
- روبرت جونز على موقع Soccerway.com (الإنجليزية)